# Christa Hartmann
Christa Hartmann (ur. około 1969 roku) – austriacka narciarka alpejska, złota medalistka mistrzostw świata juniorów.

## Kariera
Największy sukces w karierze Christa Hartmann osiągnęła w 1986 roku, startując na mistrzostwach świata juniorów w Bad Kleinkirchheim. Zwyciężyła tam w slalomie, wyprzedzając bezpośrednio Lucię Medzihradską z Czechosłowacji oraz swą rodaczkę Birgit Eder. Na tej samej imprezie zajęła także czternaste miejsce w zjeździe oraz dwunaste w slalomie gigancie. Hartmann nigdy nie zdobyła punktów do klasyfikacji generalnej Pucharu Świata. Nigdy też nie wystąpiła na igrzyskach olimpijskich ani mistrzostwach świata.

## Osiągnięcia

### Mistrzostwa świata juniorów
| Miejsce | Dzień     | Rok  | Miejscowość        | Konkurencja | Czas biegu  | Strata  | Zwyciężczyni       |
| ------- | --------- | ---- | ------------------ | ----------- | ----------- | ------- | ------------------ |
| 14.     | 20 lutego | 1986 | Bad Kleinkirchheim | Zjazd       | 1:40,93 min | +3,54 s | Hilary Lindh       |
| 12.     | 21 lutego | 1986 | Bad Kleinkirchheim | Gigant      | 2:06,61 min | +3,31 s | Lucia Medzihradská |
| 1.      | 22 lutego | 1986 | Bad Kleinkirchheim | Slalom      | 1:31,92 min | -       | -                  |